# 广东箣柊
广东箣柊（学名：Scolopia saeva），为大风子科箣柊属下的一个植物种。